# Kajmany na Letnich Igrzyskach Olimpijskich 1976
Kajmany na Letnich Igrzyskach Olimpijskich 1976 reprezentowało dwóch zawodników (sami mężczyźni). Był to pierwszy start reprezentacji Kajmanów na letnich igrzyskach olimpijskich.

## Skład kadry

### Żeglarstwo
- Gerry Kirkconnell, Peter Milburn - Klasa 470 - 28. miejsce